# Jacob Schopf
Jacob Schopf (n. 8 iunie 1999, Berlin, Germania) este un canoist ce a reprezentat Germania, medaliat olimpic. A participat la 2 ediții ale Jocurilor Olimpice (2020, 2024) în care a câștigat o medalie de aur.